# Gedersdorf
Gedersdorf é um município da Áustria localizado no distrito de Krems-Land, no estado de Baixa Áustria.